# Montefiorino
Montefiorino là một đô thị ở tỉnh Modena thuộc vùng Emilia-Romagna, có vị trí cách khoảng 60 km southvề phía tây của Bologna và khoảng 40 km southvề phía tây của Modena. Tại thời điểm ngày 31 tháng 12 năm 2004, đô thị này có dân số 2.336 người và diện tích 45.3 km².
Montefiorino giáp các đô thị: Frassinoro, Palagano, Toano, Villa Minozzo.